# Escuela Shalom Aleijem
Escuela Scholem Aleijem es el nombre de una red de escuelas judías sionista en América del Sur, la mayoría en Argentina. La primera con ese nombre fue fundada en 1920, con el fundación de la "TZWISHO" (en Yidis: "צענטראלע וועלטלעכע יידישע שול ארגאניזאציע", Organización Central de las Escuelas Judías Seculares), y existe hasta hoy en día (2017).
Está ampliamente considerada como la institución que abrió el camino a la educación judía secular.

## Historia
Artículo principal: Historia de los judíos en Argentina

### Antecedentes Culturales
El origen de la comunidad judía en la Argentina comienza con la emigración de Europa a comienzo del siglo XIX, emigración individual con los extranjeros que recibieron permiso para entrar en el país, tras el levantamiento contra el imperio español. En 1853, cuando la ley de la nueva república estableció una nueva libertad para emigrar al país y disfrutar de la igualdad de los derechos civiles a los extranjeros, comenzó la emigración en gran número.
La organización que se comprometió a ayudar a la absorción de los judíos era "la Sociedad Funeraria Ashkenazi" que se convirtió, poco a poco, la organización de servicios religiosos a proporcionar asistencia multidisciplinaria. Y en consecuencia la comunidad se ha secularizado.
El historiador Ioshafat Harkavi afirma en su estudio, que la evolución de la comunidad en Argentina tuvo siempre "la mirada a Europa", es decir con conexión clara con lo que sucedía en sus países de origen y los problemas políticos que surgieron por ese motivo y a causa de ello.
La base de la escuela Scholem Aleijem era parte de las actividades públicas como lo describe el académico de la historia judía de América Latina, Haim Avni: Cientos de organizaciones religiosas, sociales, políticas y económicas ... en la capital y en las ciudades del interior; dos periódicos en Yidis ... donde reflejar la importancia de eventos en Israel, el judaísmo Argentino. Semanarios y revistas en Español y en yidis ... y todo esto, una extensa red de escuelas primarias y secundarias, seminarios, encuentros e Institutos de estudios judíos."
A principios del siglo XX, la mayor parte de la educación de la colectividad tenía una naturaleza religiosa, el idioma hebreo, la Torá, Homash, leído en prácticas de oración de Israel, y algo de la historia judía. La situación de los docentes en la organización era baja, y en 1917 se comenzó a organizar, y empezaron una huelga que llevó al establecimiento de la "Junta popular de Educación" y el establecimiento de las escuelas laicas.

### Escuela Borojov
Los activistas del partido "Poalei Zion" (Trabajadores de Zion) fundaron la primera escuela en su nombre el 6 de enero de 1920, bajo el "Consejo Superior de las escuelas Borojov", en la ciudad de Buenos Aires, y fue nombrada Dov Ber Borojov. Cuando el grupo se dispersó en ese año, se retiró su ala izquierda, y "Poalei Zion Smol", patrocinó la escuela. Dependiendo de la naturaleza de lo laica (secular), la escuela funcionó los sábados, y en el idioma Yidis - para eliminar el efecto de la lengua hebrea que se consideró tradición religiosa.
Las escuelas actuaron en varios edificios en los suburbios de las suburbios de la capital de la Argentina, donde se concentraron las familias judías: los barrios de Florida, Mataderos, y otros como también en Montevideo.
Varios meses después de su creación, pasó la escuela a un departamento grande y los alumnos se dividieron en clases por edades (en contraste con las escuelas religiosas). El plan de estudios consistió en el idioma y la literatura yidis, historias de la Biblia y la geografía de Israel.
En el año 1924 ya había 200 alumnos. En 1930 hobo cinco edificios, y 300 alumnos. En 1931 se abrieron con en el mismo nombre en las provincias como La Plata (cerca de la capital de Buenos Aires), donde enseñaron tres maestros; En Córdoba (dos maestros), y en 1932 se inauguró una escuela en Rosario.
En 1930 estalló en la Argentina un golpe militar. El ejército al mando de José Félix Uriburu, depuso al presidente Hipólito Yrigoyen, y tomó el control del país. El golpe comenzó el período llamado "década infame".
Como resultado del cambio de gobierno, comenzó una ola de antirrevolucionaria, que en 1932 provocó el cierre de la escuela, y esto en medio de los preparativos para la ampliación de la red.
Un anuncio oficial por el nuevo régimen declaró que la educación en la escuela es revolucionario, y leal a Lenin y Stalin en lugar del estado. Esta acusación se basó en la imaginación de los líderes soviéticos Retratos de Chaim Weizmann, presidente de la Organización Sionista Mundial, y el escritor I. L. Peretz, que fueron impresas en parte de los estudiantes. Activistas de la comunidad trataron de oponerse a la decisión y llevarla a la corte, pero fue en vano, varios maestros y funcionarios de la comunidad judía fueron a la cárcel y la mayoría de los estudiantes se quedaron sin un marco educativo.

### Establecimiento "TZWISHO"
Tras el cierre de la escuela Borojov, se reunieron los activistas del "Poalei Zion Smol" (Trabajadores de Zion, de izquierda), y decidieron establecer un nuevo marco educativo. Reconocieron que no podían hacerlo con el apoyo del partido, debido a la falta de influencia política, escasez de maestros y falta de planes de estudio. Y acordaron a regañadientes, asociarse con otras organizaciones, y se estableció en enero de 1934 la organización TZWISHO. Publicaron en la prensa local su intención, y pidieron a todos los representantes de las escuelas laicas del país, así como las instituciones educativas en el mundo, tales como "TZWISHO" que ayudan.
Los representantes del partido: Jaim Finkelstein y Iona Kovenski, se reunieron con los miembros del Consejo Nacional de Educación, y recibieran su consentimiento. A la organización se unieron activistas no sionistas, activistas de "Po'alei Zion derechistas", representantes de escuelas laicas de las afueras de la Capital, que hasta entonces activaban en forma independiente.
Se unieron así cinco escuelas laicas. El plan de estudios incluyó los escritos de I. L. Peretz y Sholem Aleijem, y ya no incluyó escritos de líderes comunistas, para centrarse en la educación judía nacional y laica.

### Escuela "Scholem Aleijem"
La escuela "Scholem Aleijem" se estableció el 4 de junio de 1934 en un apartamento de la calle Sarmiento 2270, en el barrio del Once de Buenos Aires.
Finkelstein y sus colegas, que alguna vez trabajaron para ganarse la vida como obreros, participaron por sí mismos en la construcción. Los primeros maestros fueron Haim Wasershprum y Iona Tenenbaum, ambos habían sido maestros en Varsovia y posteriormente  llegaron a la colonia de Moisesville.
La ley argentina en esa época obliga a las escuelas privadas a contratar sólo a maestros nacidos en el país, por lo tanto Finkelstein reclutó a dos maestras de las escuelas del gobierno: Lidia Pemof y Fany Karduner. Pemof dirigió el jardín de Infantes en la escuela durante 40 años, y Karduner se convirtió en vicedirector del colegio, con Finkelstein como director, que este último asumió el cargo hasta que emigró a Israel en 1968.
Con el propósito de reclutar alumnos, trasladaron a los miembros del comité, de casa en casa, dirigidos por Finkelstein, para convencer a los padres a unirse. El primer ciclo fue de 133 alumnos en tres grados y un jardín de infantes. A finales del año 1934, se estableció la escuela en el barrio Villa Crespo, donde había la mayor concentración de judíos de la ciudad. Se decidió llamar a las escuelas en nombre del escritor Scholem Aleichem, marcando los 75 años de su nacimiento.

### Crisis del 1938
El aumento en el número de estudiantes estaba más allá de la situación financiera de la organización TZWISHO. En 1936 hubo una huelga de maestros que duró seis meses, tras el fracaso de la organización para pagar sus salarios. En 1938, la organización consiguió abrir una sola escuela. Debido a la crisis, decidió ceder en los principios de la organización y solicitar la ayuda de la Jevra Kadisha (sociedad funeraria), que estaba más asentada. Con este fin, accedió a flexibilizar su plan de estudios para incluir algo de contenido religioso y menos contenidos sociales, enseñando las fiestas judías y desactivar las escuelas los sábados y los días festivos.

### Campus de la calle Serrano
En 1940 comenzó la construcción de una nueva casa para la escuela, donde reside hasta la fecha, en Serrano 341. Domicilio que pasó a ser conocido para toda la colectividad judía de Argentina.
La construcción se llevó a cabo de acuerdo con el estándar más avanzado en el momento. Para lo cual se reunieron donaciones de organizaciones judías de todo el mundo. La prensa local también movilizó para apoyar el proyecto. El acto de la piedra fundamental del 8 de diciembre de 1940 fue descrito en el yidis diario "Di Prese" ("די פרעסע") con palabras muy emotivas "La calle estaba llena de gente, el movimiento del tráfico progresaba lentamente y los altavoces estaban repartidos por las calles cercanas. El acto comenzó tocando el himno nacional argentino." Iona Kovenski dijo en la ceremonia: "Ahora estamos construyendo una escuela judía para educar a los niños a ser buenos judíos y buenos argentinos, de acuerdo a los valores de libertad, y en reconocimiento de la historia y la cultura judía."
El nuevo edificio fue inaugurado en 1942. Hubo 19 aulas, un jardín de infantes, una sala de profesores, secretaría y biblioteca - cosa que fue una innovación en los colegios judíos de la época. El magnífico edificio fue conocido con el nombre de "Kinder Palazzo" - Palacio de niños. El personal escolar ya tenía 28 maestros que enseñaron 635 estudiantes en 19 clases. En 1946 creció el personal a 68 maestros, 44 clases y 1468 estudiantes. En su pico hubo 120 maestros, 60 clases y 3,000 estudiantes. Como también incluye en la escuela un jardín de infantes con 850 niños en edad preescolar; En los años setenta comenzó a funcionar un "pre jardín de infantes".
En la escuela funcionó también una imprenta con el nombre de "Shul Bibliotek" (Biblioteca de la escuela), que imprimió libros de estudio, libros de enseñanza sobre las fiestas judías, que escribieron los maestros voluntariamente, cuadernos, y el plan de estudios de la escuela.
En el año 1951 se estableció el secundario en el campus central de la calle Serrano. En 1955 bajo la primera delegación maestros de la escuela para la formación de profesores al Instituto Greenberg de Jerusalén. Esa formación se transformó en práctica permanente como también en el Instituto Gold de Jerusalén.
En 1953, bajo los auspicios de la red se abrió el campamento "Kinderland" en su edificios de Julio Levin, que era una de las colonias del Baron Hirsh, a 90 kilómetros de la Capital.
En el año 1962 se abrió como parte de la red la escuela "Ramat Shalom", escuela integral en Ramos Mejía (en las afueras de Buenos Aires). Ramat Shalom es una combinación de educación gobierno de la mañana y por la tarde enriquecimiento de temas judías. Como también clases de música, coros y teatro.
La escuela recibió las visitas del presidente del joven país de Israel, Chaim Weizmann, Zalman Shazar, ministros Golda Meir, Levi Eshkol, Moshe Carmel, escritores y figuras públicas.
También se abrió una escuela Shalom Aleijem en el Uruguay.

## Política de la escuela
Jaime Finkelstein, uno de los fundadores del TZWISHO que luego fue director del Departamento de Educación y Cultura por la diáspora, perteneciente a la Organización Sionista Mundial, define la política de la institución: "La escuela Shalom Aleijem tiene que combinar los estudios y la educación con la influencia de la casa y del medio ambiente. En otras palabras, necesitamos una escuela no sólo para los niños, sino también para las madres, los padres y las familias. En los lugares donde fueron capaces de construir un puente entre la escuela y los padres, el éxito iluminó a la educación. No sé si los niños saben más, pero lo que saben tiene otro significado .. . No termina la educación cuando el niño llega a los 17 o 18 años, la educación debe ser una cadena ininterrumpida de actividades educativas y culturales... El destino de la educación judía depende en gran medida del maestro... Desgraciadamente, casi no existe ese tipo de maestros. Los maestros veteranos de reserva y los idealistas están desapareciendo. Son pocas las fuerzas jóvenes que se incorporan, y la razón es simple: la situación económica y social del maestro judío es baja ..."

### Planes de estudio
La escuela hace hincapié a los aspectos sociales, culturales y sionistas; El concepto expresado en su política era: "ציוניסטישע יידישע וועלטלעכקייט" (sionista, judía y laica). En esa época, en Argentina, el sistema de educación era público y gratuito, de un alta nivel, y para sobrevivir, la escuela debía ofrecer una alternativa atractiva para los niños de la colectividad, lo que animó a la institución a sobresalir en el nivel académico. Después de la transición gradual de la educación general-socialista a la enseñanza judía y sionista, los estudios eran bilingües: Yidis y Hebreo.
Se puso un fuerte énfasis en los estudios sobre las fiestas, con el contexto a lugares de Israel, así como el estudio del entorno general en el que vivían los estudiantes. Por ejemplo, los estudios estaban relacionados con la fiesta de la libertad y el estudio del Día de la Independencia de la Argentina, 25 de may, Bajo el nombre de "judíos en la tierra" estudiaron los alumnos sobre la agricultura judía en Rusia, Polonia, Estados Unidos y la Tierra de Israel.

### Actividades sociales
- Clases de enriquecimiento, clases juveniles como "ODELI", ya en 1934, "Club la juventud", "Juventud social Kinderland" (en los años 50) con el propósito de llevar la educación judía también a jóvenes desconectados.

- En la escuela actuó y sigue actuando, el movimiento "Dror Nof Esh", que se convirtió en una parte integral de las actividades escolares.

- En la escuela se inició un departamento psicopedagógico, que está en constante búsqueda de soluciones a los diversos problemas de la actividad pedagógica. Tratamiento de los niños con problemas especiales, formación de profesores y padres, es la principal preocupación de los educadores y consultores.
- Biblioteca en yidis y hebreo, funcione todos los años, con miles de libros de estudio, literatura e investigación. Recientemente se incorporó a la biblioteca un equipo con los últimos elementos tecnológicos disponibles para los estudiantes, profesores y padres.

- Al mismo tiempo operó en la biblioteca un laboratorio centrado en material didáctico, teórico y Audiovisual ajustado a las necesidades de la escuela y al programa aprendido.

## La escuela hoy
En el año 2004 fue nombrado Daniel Filmus, profesor de sociología en la Universidad de Buenos Aires, y que fue alumno de la escuela, Ministro de Educación de Argentina.
- El archivo Iad Tabenkin de Ramat Efal contiene hoy (2017) documentos de la historia de la escuela Scholem Aleijem.